# درخت سوسیس
درخت سوسیس (نام علمی: Kigelia africana) نام یک گونه از تیره پیچ‌اناریان است.

## نگارخانه

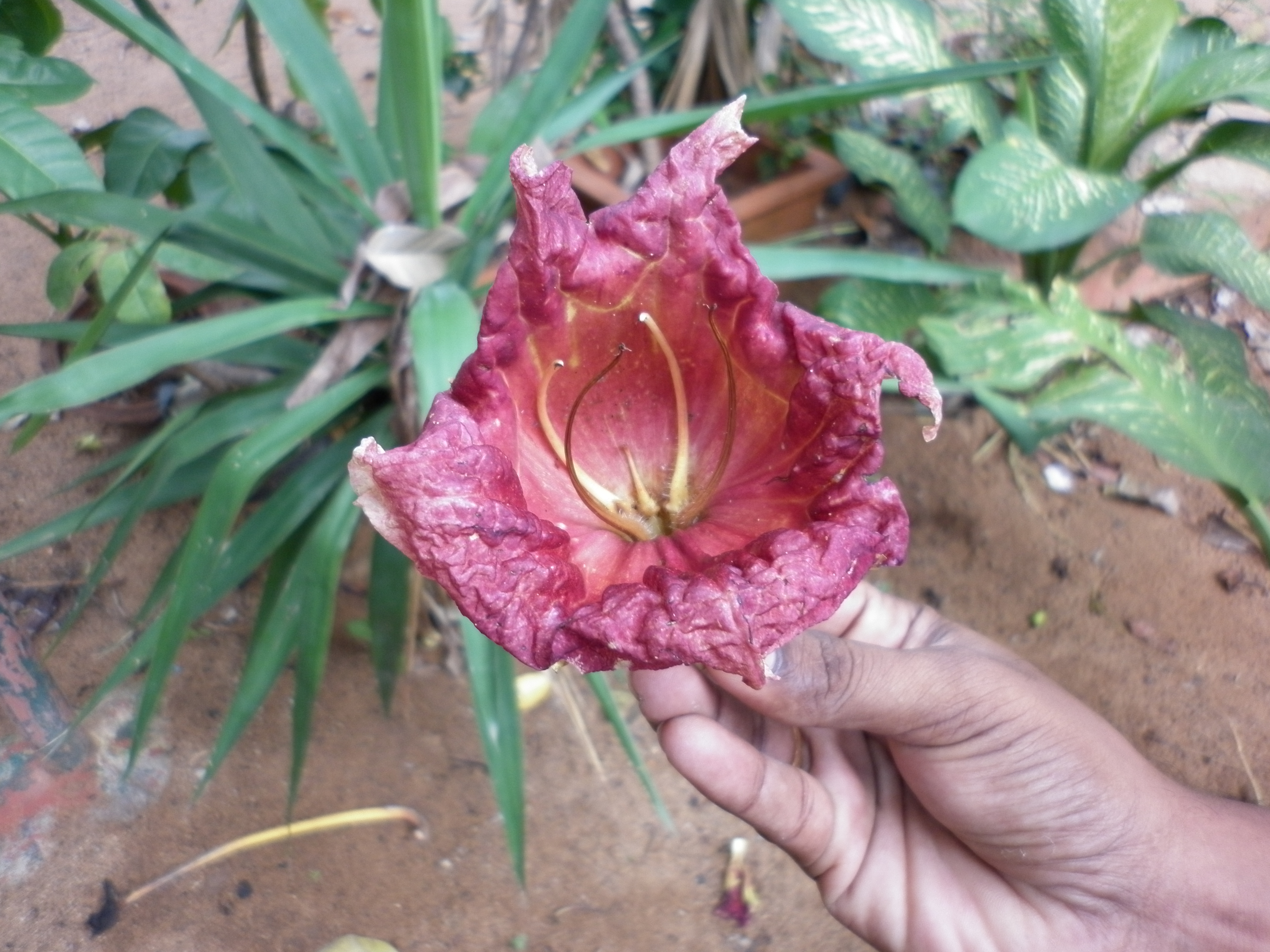
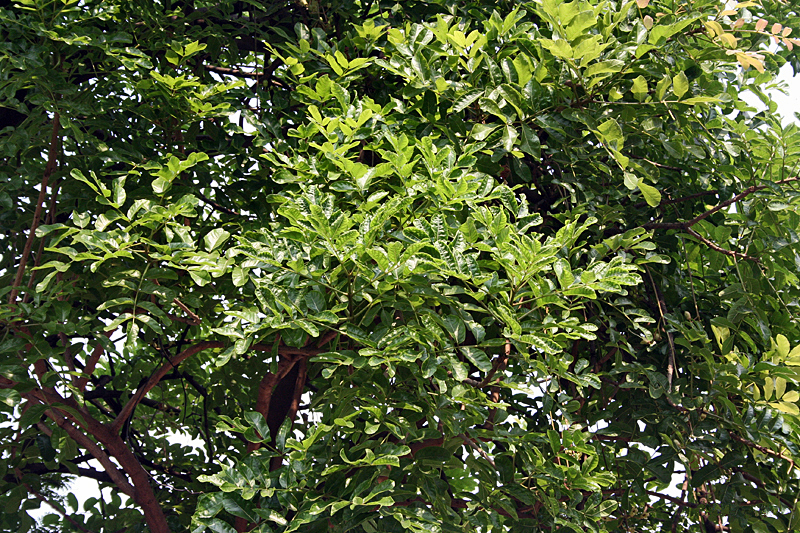
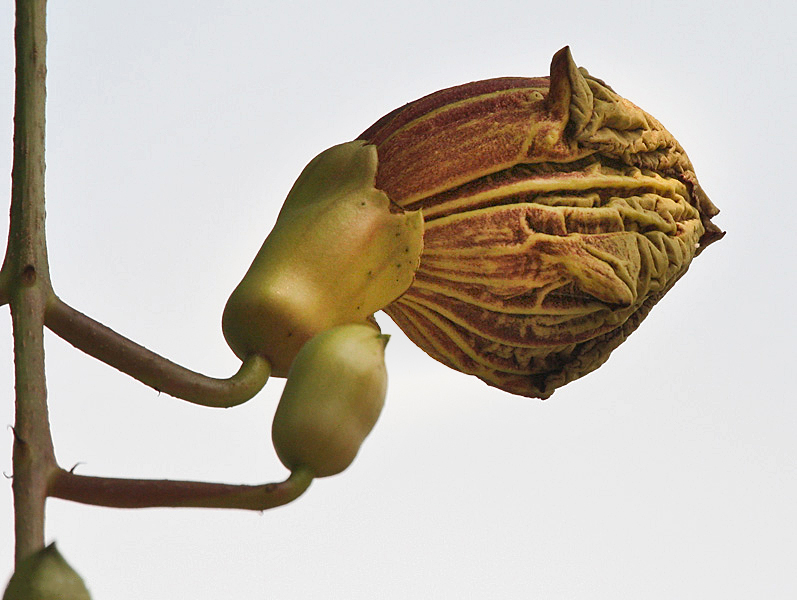
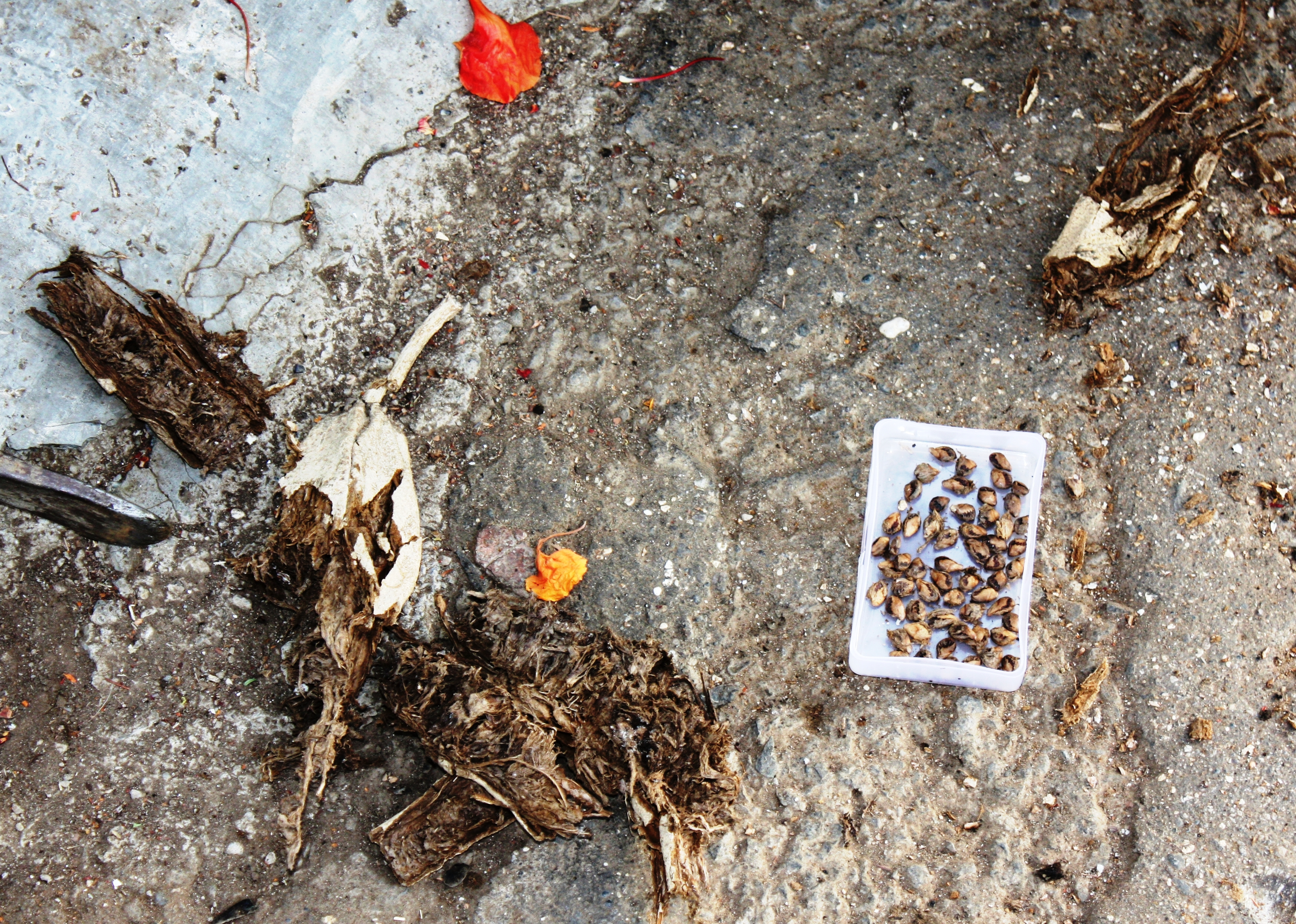
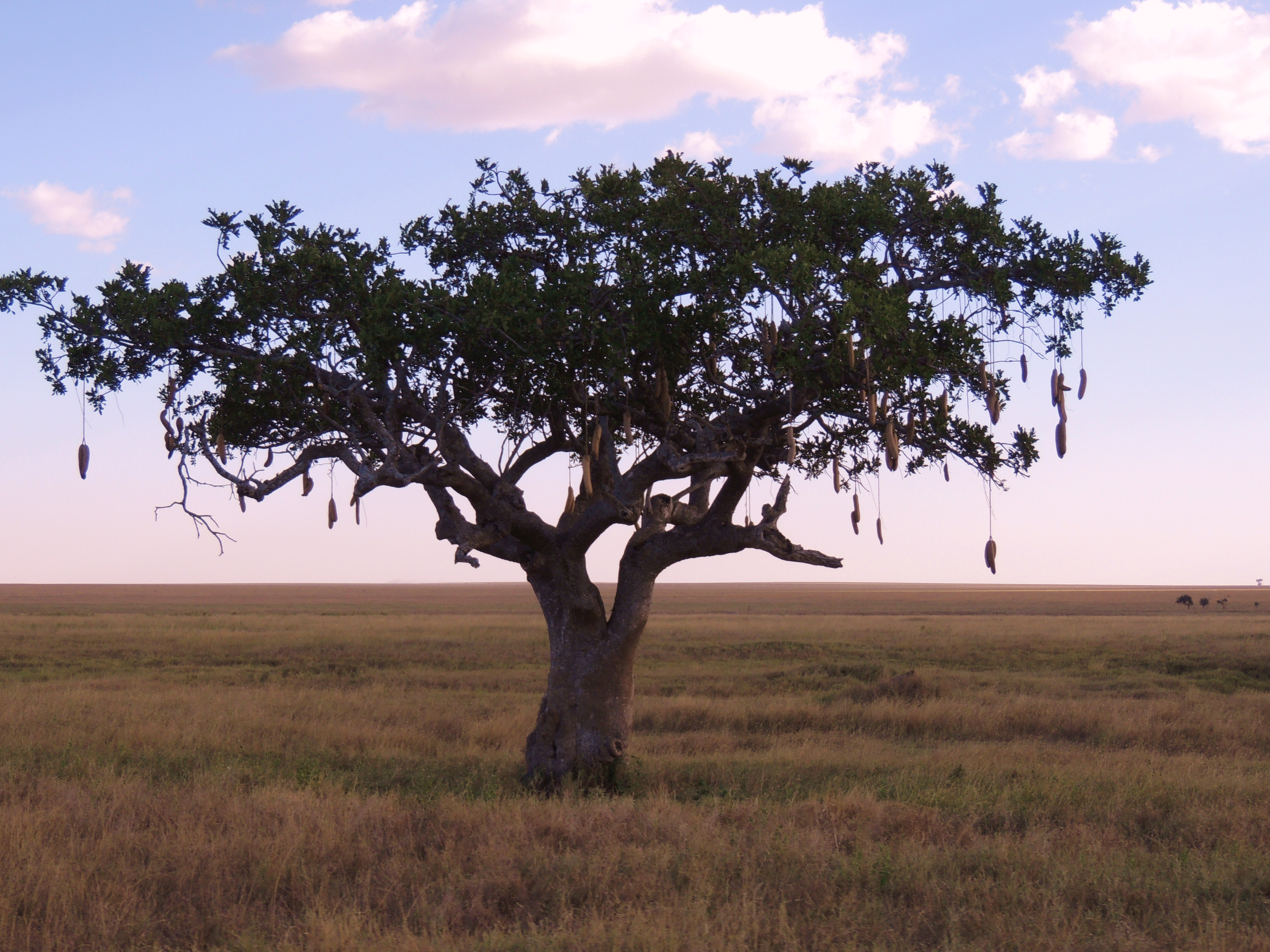
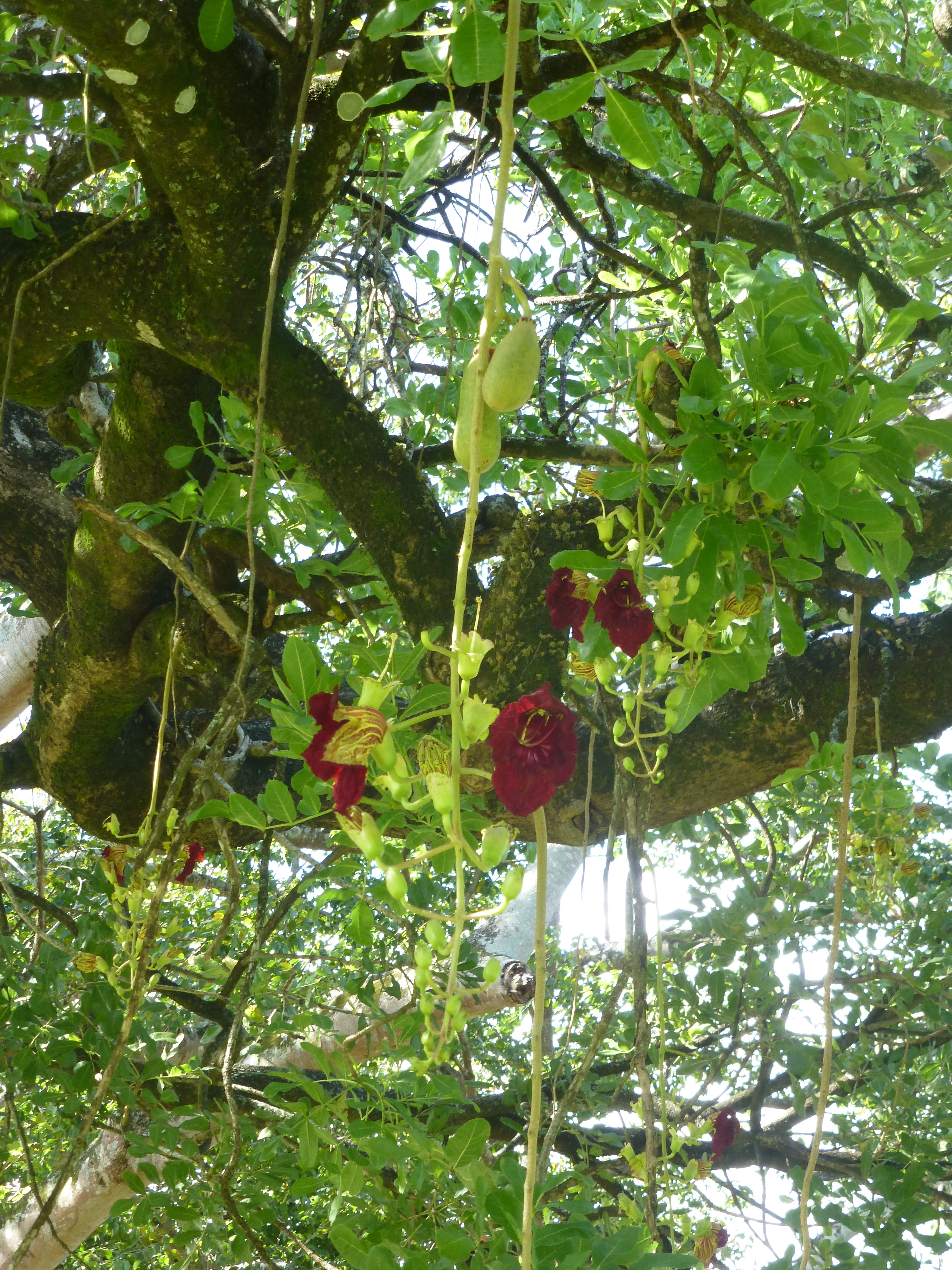
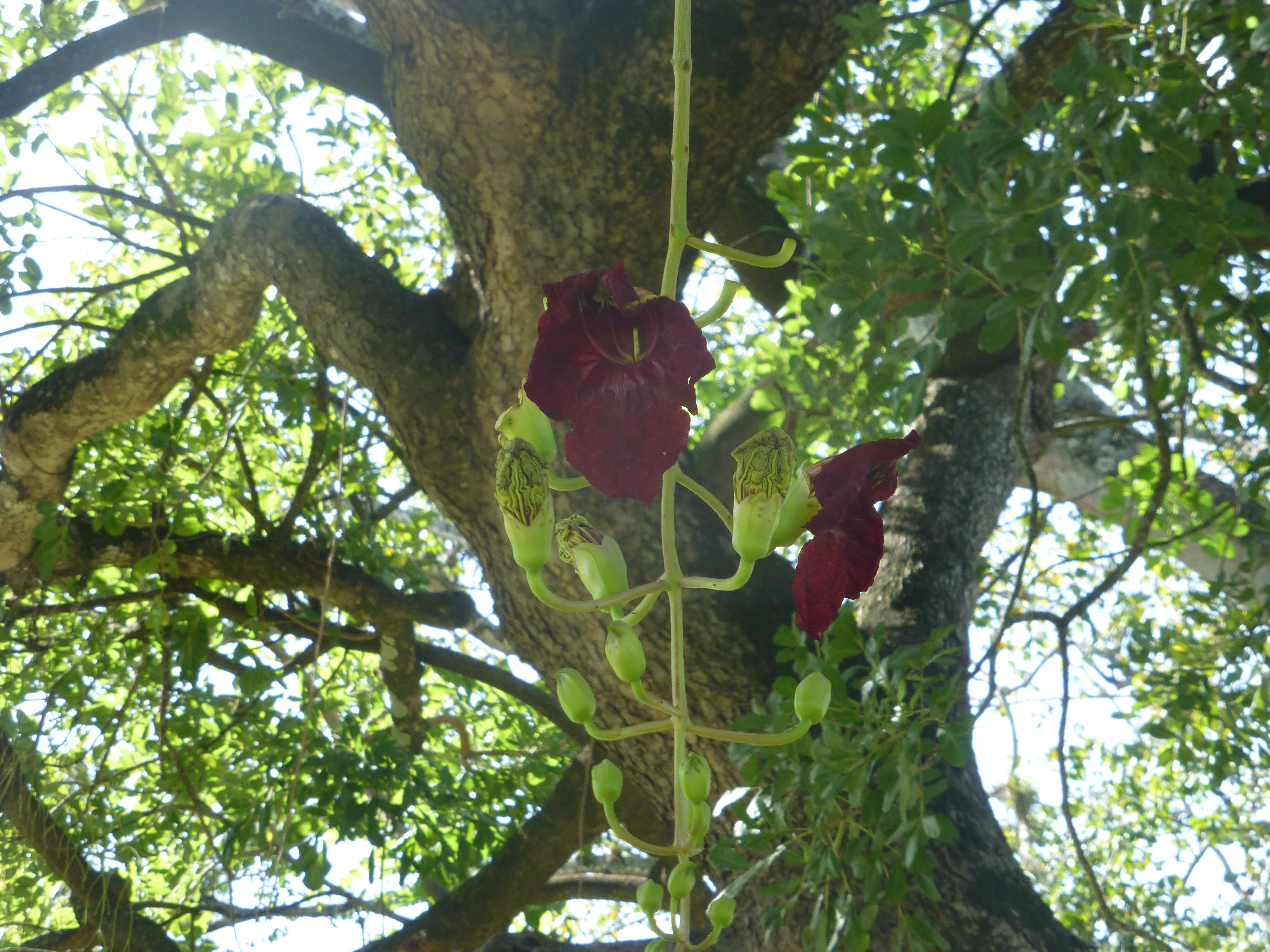
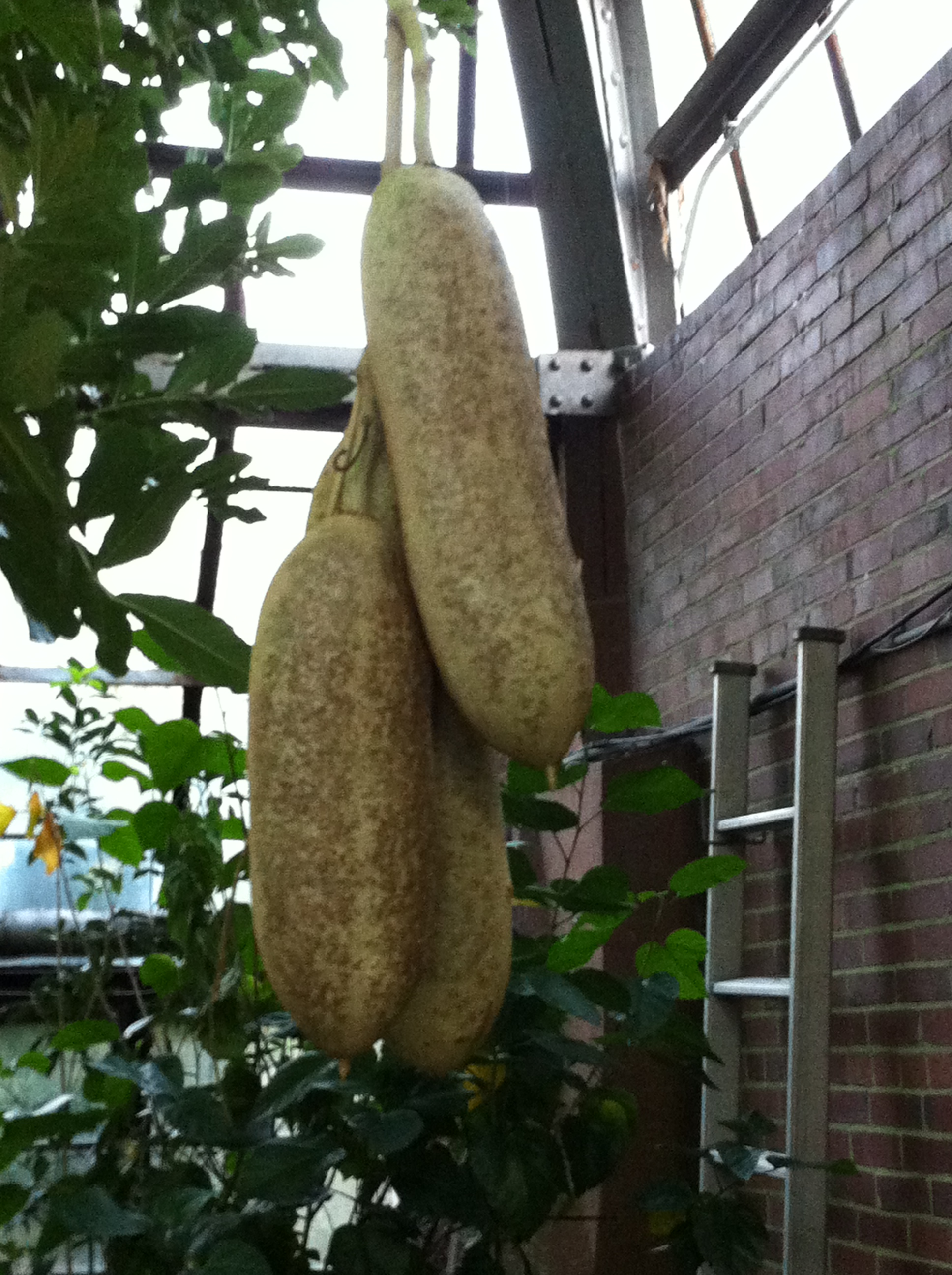